# Сысова (Архангельская область)
Сысова — деревня в Плесецком районе Архангельской области. Входит в состав Кенозерского сельского поселения.

## Население
По данным Всероссийской переписи населения 2010 года в селе Сысова проживало 0 человек.